# Amager Kulturpunkt
Amager Kulturpunkt er beliggende på Øresundsvej 6 på Amager og er en kulturinstitution under Kultur- og Fritidsforvaltningens direktion i Københavns Kommune og består af Amager Bio, BETA, Huset, Loftet, Musiktorvet og Børnekulturhus Ama'r, der sigter efter hver deres målgruppe med kulturelle og sociale tilbud. Amager Kulturpunkt deler endvidere lokaler med Musikforeningen RUSK, Media Sound Studios, børneinstitutionen Galaxen samt ZeBU - scenekunst for børn og unge.

## Historie
Amager Kulturpunkt tog sine første spæde stik i november 1989, hvor Københavns overborgmester overdrog lokalerne fra det hedengangne Amager Bio til Sundby Lokalråd. I de efterfølgende år blev lokalerne brugt til diverse kulturbegivenheder af forskellige græsrodsbevægelser og andre foretagsomme grupper og personligheder. I 1991 blev Amager Kulturråd dannet. Deres første store projekt var ideoplægget "Fra Bil-Ø til Kulturcentrum", der var et samarbejde mellem Amager kulturråd, Københavns Kommune og KUC (Københavns ungdomscentre). Amager Kulturråd ville forvandle Amager fra et kulturelt uland til et kulturelt samlingssted for kreative ildsjæle. Ideen var at samle den gamle biograf, den nedlagte Øresundsvejens Skole samt Ny Røde Kro Teater til at skabe rammerne om en ny kulturinstitution. Stedet skulle både kunne afvikle koncerter, teater, film, kulturelle uddannelsesprojekter og generelt udstråle kreativ mangfoldighed. 
I 1992 blev Kulturbutikken dannet, der var et lokalt beskæftigelsesprojekt for akademikere, som fik til opgave at projektere et ny kulturhus. I 1993 bevilligede overborgmester Jens Kramer Mikkelsen 10 millioner kroner til ombygning og indretning af den gamle biograf, der blandt andet omfattede en sammenbygning af biografens to sale til én stor. Grundstenen til Amager Kulturpunkt var hermed lagt, og som resultat af dette slog Amager Bio for første gang dørene op i februar 1997. Amager Kulturpunkt varetager den dag i dag både Amager Bio, BETA, Loftet, Huset, Musiktorvet og Børnekulturhus Ama'r.

## BETA
BETA er et spillested og benævnes ofte som Amager Bios alternative lillebror, da musikken her er mere nichebetonet undergrundsmusik inden for alle genrer. Stedet har dog også været gæstet af flere etablerede navne såsom: Crowbar, Baroness, Entombed, Freja Loeb, The Dø m.fl. Stedet kan rumme 150 publikummer, og der afholdes i omegnen af 90 koncerter årligt. Drivkraften bag stedet er frivillig arbejdskraft. 
Spillestedet opstod i kølvandet på det hedengangne Café Kino, hvor hovedvægten af programmet bød på jazz og singer/songwriter-arrangementer. Grundstenen til stedet blev lagt grundet en stor efterspørgsel på musik fra undergrunden blandt Amagers borgere, og de fik hermed deres eget sted, da BETA slog dørene op i august 2009. Stedets slogan var dengang "Shit Island Clubbing" med henvisning til Amagers knap så mondæne øgenavn "Lorteøen", men går den dag i dag under sloganet "Beat Up By Music". Da BETA åbnede var kapaciteten på 100 gæster, men under en større ombygning i 2010 - i forbindelse med etableringen af Musiktorvet - blev kapaciteten øget til 150.

## Huset
Huset er den del af Amager Kulturpunkt, hvor administrationen holder til - Øresundsvej 6. Ud over administrationen er Huset også en del af et større kulturelt fællesskab med både et keramikværksted og et maleværksted. I keramikværkstedet findes de nødvendige faciliteter inklusiv glasur, ovne m.m., og i maleværkstedet er der staffelier.

## Loftet
Loftet ligger på Øresundsvej 4, 3. sal i samme bygning som Musikforeningen RUSK og Media Sound Studios. Loftet er et seniorkulturhus, hvor efterlønsmodtagere, pensionister og førtidspensionister mødes til hyggeligt samvær.
På Loftet er der mulighed for at spille banko samt få sig et slag billard mod Loftets andre brugere. Loftet er i besiddelse af to keglebillardborde.
Loftet er også stedet, hvor Amager Jazzklub afholder deres arrangementer.

## Musiktorvet
Musiktorvet er pladsen foran Amager Kulturpunkt på Øresundsvej 6, og er stedet, hvor de forskellige huse på grunden samles for at skabe kulturelle begivenheder. Dette inkluderer også områdets naboer Musikforeningen RUSK, Media Sound Studios, børneinstitutionen Galaxen samt ZEBU - scenekunst for børn og unge. Pladsen bliver blandt andet brugt til koncerter, torvedage, loppemarkeder etc., og skal på sigt overdækkes.

## Børnekulturhus Ama'r
Børnekulturhus Ama'r er et kulturhus for børn og unge i alderen 0-18 år; alene, med deres familie eller med deres respektive skoler og institutioner. Stedet byder på både værksteder samt arrangementer med professionelle kunstnere og specialister.
Kulturhuset opstod i 1994 under Københavns Kommune med den hensigt at skabe et tværfagligt samarbejde mellem biblioteker, skoler, institutioner og kunstnere på Amager. I januar 2008 blev Børnekulturhus Ama´r en del af Amager Kulturpunkt. I december 2013 kårede Magasinet Byggeri Børnekulturhus Ama'r til Årets Byggeri i kategorien "Åben".